# クルマバナ
クルマバナ（車花、学名：Clinopodium chinense subsp. grandiflorum）は、シソ科トウバナ属の多年草。

## 特徴
地下の根茎は短く横にはう。茎は直立し、高さは20-80cmになり、4角形でまばらに下向きの毛が生え、ふつう枝分かれする。葉は対生し、葉身は卵形から狭卵形で、長さ2-4cm、幅1-2.5cm、葉先は鋭頭で基部はまるく、5-15mmになる葉柄があり、縁に鋸歯がある。
花期は8-9月。茎先に花穂をつけ、数段離れて車状に仮輪をつける。仮輪の下につく小苞は線形で、小花柄より長く長さ5-8mmになり、開出する長い毛がある。萼は筒状2唇形で、長さ6-8mmになり、紅紫色を帯びることが多く、上唇は3裂、下唇は2裂し、開出する長い毛があって裂片は細長くとがる。花冠は紅紫色で、長さ6-10mm、上唇は小型で浅く2裂し、下唇は大型で深く3裂し、花冠外側に細かい毛が生え、花冠内側に赤い斑点がある。雄蕊は4個のうち下側の2個は少し長い。果実は4個の分果で、やや扁平な球形になり、長さは約1mmになる。

## 分布と生育環境
日本では、北海道、本州、四国、九州に分布し、山野の道ばたなどの草地に生育する。世界では、中国大陸北部、朝鮮半島、ロシア沿海州の温帯から暖帯に分布する。

## 名前の由来
和名のクルマバナは、「車花」の意で、仮輪が車状につく様子による。

## ギャラリー
- 仮輪は各段離れてつき、萼片、花冠は紅紫色になる。

## 分類
- オキナワクルマバナ Clinopodium chinense (Benth.) Kuntze subsp. chinense[6] - 分類上の基本種。全体に毛が密生し、茎の基部がはう。琉球、中国大陸に分布する[5]。
- ヤマクルマバナ Clinopodium chinense (Benth.) Kuntze var. shibetchense (H.Lév.) Koidz.[7] - 茎は斜上し、萼は紅紫色を帯びず、毛が多くときに腺毛もある。花冠は淡紅紫色を帯びた白色で長さ6-8mm。山地の谷間に生育する[5]。
- アオミヤマトウバナ[5]Clinopodium chinense (Benth.) Kuntze grandiflorum (Maxim.) H.Hara[8] - 植物体全体に毛が少なく、小苞も短い。花冠は白色、ときにわずかに紅紫色を帯びることがある。本州、九州、朝鮮半島に分布する[5]。